# Boos (Eifel)
Boos es una localidad ubicada en el distrito de Mayen-Coblenza en Renania-Palatinado, al oeste de Alemania.

## Geografía
El distrito se encuentra al oriente del Maar del distrito y abarca una superficie de 10,38 kilómetros cuadrados, de los cuales 5,02 km² pertenecen a la región del bosque. En el año 2000, el Boose Maar cuenta con 1,52 km², es una extensa reserva natural.

## Historia
En 1238 la ciudad se documentó por primera vez en el don del conde Hermann von Virneburg al monasterio Himmerod mencionado (UB Mittelrh. III n º 634). Durante siglos, compartieron el destino de la provincia. Después de la extinción de Virneburger, en 1545, llegó a Boos Manderscheid-Schleiden. En 1593 después de la extinción del electorado de Tréveris, se presentó la reforma invertida Manderscheid. Después de la anexión por parte de Francia del estado de Eifel en 1794 a 1795 comenzó un francés de 20 años de regla. Luego, el Boos prusiano estuvo en la provincia de Rin. En 1857 llegó a Landbürgermeisterei Boos Mayen. El 15 de mayo de 1880 se convirtió en una parte de las aldeas destruidas por el fuego. Tras la Primera Guerra Mundial con América, temporalmente se ocupó el lugar desde 1947 parte del recién fundado estado de Renania-Palatinado.

## Personalidades
- Domenica Niehoff, una de las más famosas ex prostitutas de Alemania, nacida en Boos, ha vivido desde el mes de mayo de 2008 en Hamburgo.[2]